# Neoclytus interruptus
Neoclytus interruptus là một loài bọ cánh cứng trong họ Cerambycidae.